# Фегераш
Фегера́ш, Фогараш, Фуґраш (рум. Făgăraş, угор. Фогараш, німецькою Фуґраш), місто в Румунії, у Трансильванії, на річці Олт, в повіті Брашов. 35,8 тис. жителів (2002).

## Історія
Назва походить від румунського слова рум. fag, що у перекладі на українську — «бук». Угорська назва походить від «дерево» (fa) та «гроші» (garas), за легендою про дерев'яні гроші, що платили за будівництво тутешньої фортеці у 1310. Перша згадка про округу Фогараш у 1222.

## Господарство
Найрозвиненіша хімічна промисловість (в тому числі виробництво добрив), машинобудівна, меблева, харчова промисловість.

## Клімат
Місто знаходиться у зоні, котра характеризується вологим континентальним кліматом з теплим літом. Найтепліший місяць — липень із середньою температурою 18.3 °C (65 °F). Найхолодніший місяць — січень, із середньою температурою -4.4 °С (24 °F).
| Клімат Фегераша         | Клімат Фегераша | Клімат Фегераша | Клімат Фегераша | Клімат Фегераша | Клімат Фегераша | Клімат Фегераша | Клімат Фегераша | Клімат Фегераша | Клімат Фегераша | Клімат Фегераша | Клімат Фегераша | Клімат Фегераша | Клімат Фегераша |
| Показник                | Січ.            | Лют.            | Бер.            | Квіт.           | Трав.           | Черв.           | Лип.            | Серп.           | Вер.            | Жовт.           | Лист.           | Груд.           | Рік             |
| Абсолютний максимум, °C | 12              | 17              | 25              | 27              | 31              | 32              | 35              | 33              | 33              | 27              | 21              | 13              | 35              |
| Середній максимум, °C   | 0               | 1               | 9               | 14              | 19              | 22              | 23              | 23              | 20              | 15              | 6               | 1               | 13              |
| Середня температура, °C | −4              | −2              | 4               | 8               | 13              | 16              | 18              | 17              | 14              | 8               | 2               | −1              | 8               |
| Середній мінімум, °C    | −8              | −7              | −1              | 3               | 8               | 11              | 12              | 11              | 8               | 2               | −1              | −4              | 3               |
| Абсолютний мінімум, °C  | −29             | −24             | −22             | −4              | 0               | 0               | 6               | 2               | 0               | −7              | −18             | −23             | −29             |
| Днів з опадами          | 12              | 10              | 11              | 12              | 13              | 12              | 11              | 9               | 9               | 7               | 10              | 13              | 129             |
| Днів з дощем            | 4               | 3               | 8               | 11              | 13              | 12              | 11              | 9               | 9               | 7               | 7               | 6               | 100             |
| Днів зі снігом          | 9               | 8               | 4               | 2               | 0               | 0               | 0               | 0               | 0               | 1               | 4               | 9               | 37              |
| ----------------------- | --------------- | --------------- | --------------- | --------------- | --------------- | --------------- | --------------- | --------------- | --------------- | --------------- | --------------- | --------------- | --------------- |
| Джерело: Weatherbase    |                 |                 |                 |                 |                 |                 |                 |                 |                 |                 |                 |                 |                 |

## Уродженці
- Юджин Кіровіц (* 1964) — румунський письменник, журналіст та економіст.

1. ↑  Клімат Фегераша